# Barbara Palmer
Pour les articles homonymes, voir Palmer.

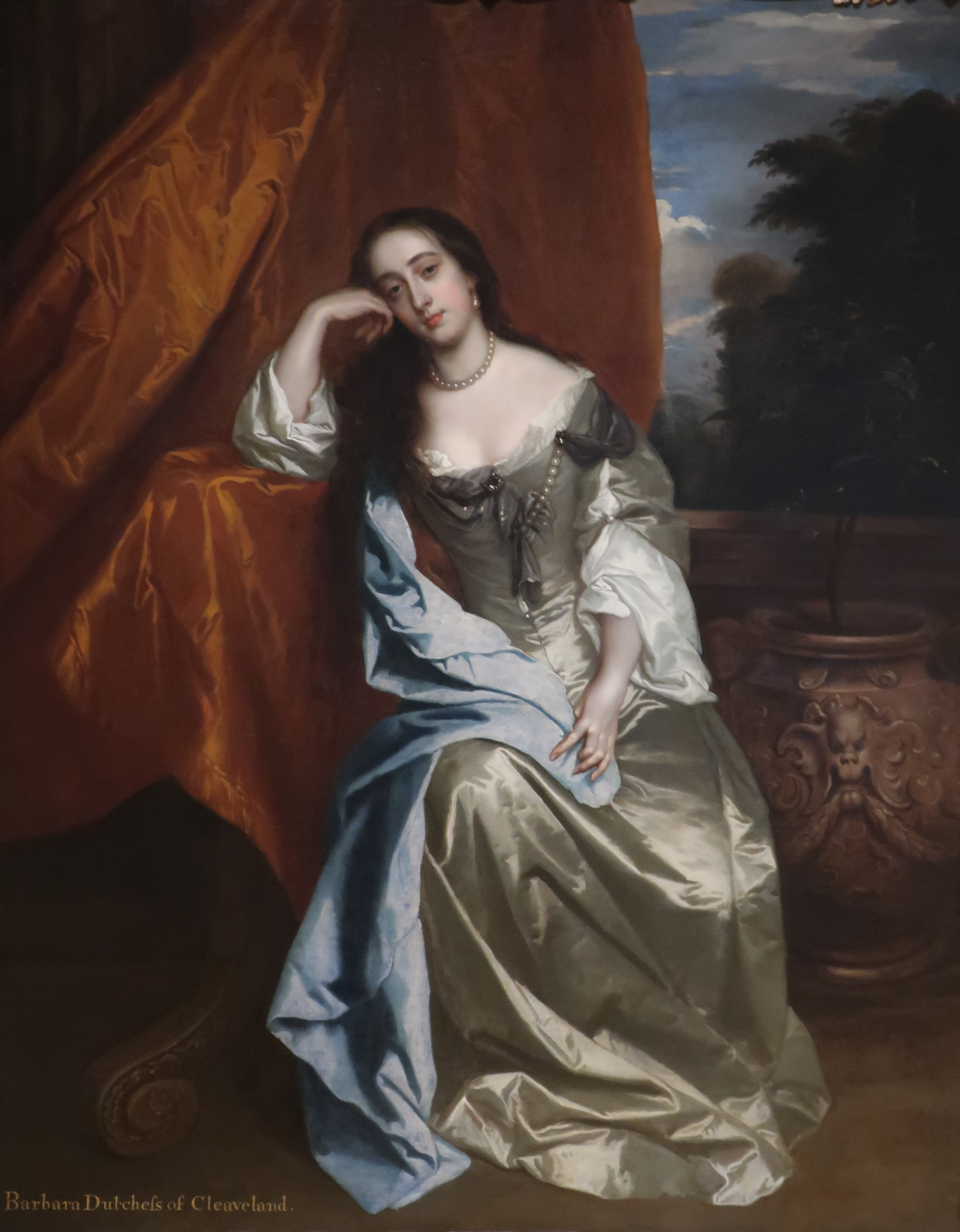
Barbara Palmer, par sir Peter Lely

Barbara Palmer (née Villiers) (17 ou 27 novembre 1640 – 9 octobre 1709), duchesse de Cleveland, est la maîtresse du roi Charles II d'Angleterre.

## Biographie
Barbara Villiers naît le 17 novembre 1640 dans la paroisse de St Margaret, district de Westminster à Londres.
Elle est la fille unique de William Villiers (2e vicomte Grandison) de Limerick (1614-1643) et de Mary Banying (1623-1671). Son père, ardent royaliste, décède des suites de ses blessures reçues au siège de Bristol contre les troupes de Oliver Cromwell. Sa mère se remarie en 1648 à Charles Villiers, 2e comte d’Anglesey (mort 1660).
Barbara Villiers appartient à l’illustre famille des Villiers dont est issu George Villiers, 2e duc de Buckingham, favori de Jacques Ier et de son fils Charles Ier. Le frère de George Villiers, Edward Villiers, est le grand-père de Barbara Villiers.
Jusqu’à l’âge de quinze ans, elle vit à Londres chez son beau-père, puis devient la maîtresse de Philip Stanhope 2e comte de Chesterfield, un veuf et débauché notoire.
Le 14 avril 1659 à Londres, elle épouse Roger Palmer (1634-1705), né dans le Buckinghamshire. Son époux est un mathématicien qui se destine à la diplomatie et qui est même l’auteur de plusieurs livres. Le père de Roger Palmer est un gentilhomme de la chambre du roi Jacques Ier d’Angleterre et un ami intime de Charles Ier. C’est Roger Palmer qui insiste pour épouser Barbara Villiers, malgré sa réputation déjà en lambeaux du fait de sa liaison connue avec Chesterfield.
Après son mariage, Roger Palmer tente de confiner sa femme en province, mais elle continue sa correspondance avec Chesterfield. C’est la variole dont est victime Barbara qui éloigne Chesterfield de lady Palmer, puis un duel le pousse à fuir en France retrouver la cour de Charles, l’héritier errant du trône d’Angleterre.
En avril 1660, le couple Palmer se rend en Hollande pour rencontrer le futur Charles II et lui offrir en soutien la somme de 1 000 livres. C’est de là que date la première rencontre de Barbara Villiers et du futur Charles II.
Lorsque celui-ci entre dans Londres le 29 mai 1660 ayant retrouvé le trône d’Angleterre, Barbara Palmer partage sa victoire et son lit à la fin de cette journée. Jusqu’en octobre de cette année, la faveur de Barbara Palmer est discrète, mais dès la fin de l’année, chacun comprend que la belle Lady Palmer est la favorite du roi.
Neuf mois après le retour du roi à Londres, le 25 février 1661, Barbara Palmer accouche d’une fille, Anne Palmer, que le roi légitime treize ans plus tard (mais dont Roger Palmer est certainement le père).
Alors qu’elle est enceinte de son deuxième enfant (dont le roi est le père), Barbara obtient pour son mari un titre irlandais. Elle devient ainsi comtesse de Castlemaine et baronne de Limbericke le 11 décembre 1661.
Peu après la naissance de son fils, Charles Fitzroy, le 18 juin 1662, les époux Palmer se séparent. Lorsque le roi se marie en mai 1662 à Catherine de Bragance, Barbara Palmer demande et obtient de devenir en août 1662 une dame d’honneur de la reine. Peu après, elle fait publiquement mention de son appartenance à l’église catholique.
En avril 1663, Barbara Palmer obtient du roi un appartement à Whitehall. Le roi la rejoint souvent dans ses appartements. Elle l’amuse par son rire, ses farces et son exubérance. Sa beauté est alors célébrée par les nombreux portraits que sir Peter Lely fait d’elle.
Les contemporains comprennent que la maîtresse du roi le retient aussi par les sens. Ayant été à bonne école avec Chesterfield, elle n’est pas timide. Mais le plus surprenant c’est qu’elle n’est pas fidèle au roi, que le roi le sait, et qu’il laisse faire. À cette époque, elle fréquente assidûment Charles Berkeley. 
En 1663, la favorite est enceinte pour la troisième fois et le roi s’amourache d’une nouvelle venue à la cour, Frances Stewart, dite « la belle Stuart ».
Le 20 septembre 1663, Barbara Palmer accouche d’un garçon nommé Henry que le roi, sur le moment, refuse de reconnaître et dont le père est certainement Charles Berkeley, 2e comte de Berkeley.
Le 5 septembre 1664, elle accouche d’une fille Charlotte Fitzroy, que le roi reconnaît.
Le 28 octobre 1665, elle accouche d’un fils, George Fitzroy, que le roi reconnaît.
Barbara Palmer déteste le premier ministre du roi, Edward Hyde, 1er comte de Clarendon, qui le lui rend bien, car il trouve que le roi lui accorde beaucoup trop de largesses, et elle s’employa par tous les moyens à ce que le roi se débarrasse de Clarendon, ce qu’il fit en 1667.
Cette même année 1667, sa rivale Frances Stuart (qui n’a jamais cédé au roi) se laisse séduire et enlever par un de ses cousins, sir Charles Lennox (3e duc de Richmond) (1638-1672), un homme deux fois veuf, qu’elle épouse en mars.
Le 3 août 1670, le roi décerne à lady Castlemaine le titre de baronne Nonsuch, comtesse de Southampton et duchesse de Cleveland. Ces titres doivent être transmis successivement au premier et au troisième fils de Barbara (Charles et Georges), le roi refusant de reconnaître le deuxième fils, Henry.
La nouvelle duchesse de Cleveland fait construire Cleveland House (qui n’existe plus) dans le quartier de Westminster. Elle prend comme nouvel amant le dramaturge William Wycherley, puis en 1671 John Churchill, futur 1er duc de Marlborough en 1689. Il a 21 ans, elle en a 32, et elle le comble d'argent et de cadeaux.
L’arrivée d’une nouvelle grossesse de la favorite dont cette fois le père n’est autre que John Churchill développe un conflit entre la favorite et le roi qui, cette fois, refuse d’endosser la paternité.
Cette même année 1671, Louise de Kéroualle, une Française, devient la favorite du roi et est celle qui prend peu à peu le plus d’ascendant sur lui, malgré les liaisons du roi avec deux actrices de théâtre, Moll Davis et Nell Gwynn (1650-1687), qui lui donnent, elles aussi, des enfants naturels.
Barbara Palmer se retire de ses appartements à Whitehall (qui sont redistribués à Louise de Keroualle) pour Berkshire House, et se voit accorder comme cadeau de rupture par le roi une pension annuelle de 4 700 livres (pension qu’elle conserve durant les règnes suivants de Jacques II, de la reine Mary et de la reine Anne).
Le 16 juillet 1672, la duchesse de Cleveland accouche de Barbara Fitzroy dont la paternité est entièrement attribuée à son amant, John Churchill. Mais celui-ci rompt peu après avec elle et lady Cleveland prend pour amant un danseur de corde du nom de Jacob Hall. La même année 1672, le roi reconnaît généreusement le second fils de Barbara, Henry (qui devient 1er duc de Grafton) et lui accorde le titre de baron Sudbury, vicomte Ipswich et comte de Euston et le fiance à la fille de Henry Bennet 1er comte d'Arlington, lady Isabella Bennett (1668-1723), le 1er août 1672.
L’année d’après le roi marie Charles Fitzroy (qui deviendra 2e duc de Cleveland) à Mary Wood (1664-1680), une riche héritière.
En 1674, la première fille de Barbara est elle aussi mariée : lady Anne Palmer épouse le 16 mai Thomas Lennard, 1er comte d’Essex (1654-1715).
Sa sœur Charlotte Fitzroy épousera le 6 février 1677 Edward Henry Lee, 1er comte de Lichtfield (1663-1716)
En 1675, le roi accorde des titres au (pour Henry) et le duché de Northumberland (pour Georges) ; le fils de Louise de Keroualle, duchesse de Portsmouth reçoit le titre de duc de Richmond.
En 1676, Barbara Palmer quitte l’Angleterre pour Paris à la grande satisfaction du roi qui cherche à s’en défaire, suivie par sa fille Anne, lady Essex et la jeune Barbara Fitzroy.
À Paris, elle prend pour amant l’ambassadeur anglais, Ralph Montagu, 1er duc de Montagu (1638-1709), qui s’empressera de séduire sa fille lady Essex. 
À son retour à Londres, lady Cleveland projettera une image négative de lord Montagu au roi qui le remplaça de son poste à Paris.
En 1685, à la mort de Charles II, Barbara a pour amant un acteur de vilaine réputation, Cardonell Goodman, et il semble même qu’elle eut un enfant de lui en 1686.
Pendant les dernières années de sa vie, lady Castlemaine, toujours aussi belle, multiplie les liaisons éphémères.
À l’âge de 64 ans, Barbara se marie le 25 novembre 1705 pour la deuxième fois (Roger Palmer étant mort le 28 juillet 1705) à Robert Fielding, aussi surnommé (car il était fort bel homme) « Beau Fielding » .
Six mois plus tard, elle découvrit que son mari était bigame et qu’il s’était marié deux semaines avant sa propre cérémonie de mariage avec une certaine Mary Wadsworth.
Elle divorce le 23 mai 1707.
Son mari fut jugé pour bigamie et mourut en 1712.
Barbara se retira alors à Chiswick (Middlesex), soutenue par son petit-fils Charles Fitzroy, 2e duc de Grafton, (fils de ce Henri Fitzroy que le roi avait refusé de reconnaître comme le sien et qui devait mourir d’une blessure mortelle à l’âge de 27 ans au siège de Cork). Elle mourut le 9 octobre 1709 d’hydropisie et est enterrée à l’église de Chiswick le 13 octobre.

## Sources
- G.E. Cokayne; with Vicary Gibbs, H.A. Doubleday, Geoffrey H. White, Duncan Warrand and Lord Howard de Walden, editors, The Complete Peerage of England, Scotland, Ireland, Great Britain and the United Kingdom, Extant, Extinct or Dormant, new ed., 13 volumes in 14 (1910-1959; reprint in 6 volumes, Gloucester, U.K.: Alan Sutton Publishing, 2000), volume III, page 90. Hereinafter cited as The Complete Peerage.
- Cokayne, and others, The Complete Peerage, volume III, page 91.
- Peter W. Hammond, editor, The Complete Peerage or a History of the House of Lords and All its Members From the Earliest Times, Volume XIV: Addenda & Corrigenda (Stroud, Gloucestershire, U.K.: Sutton Publishing, 1998), page 187. Hereinafter cited as The Complete Peerage, Volume XIV.
- Cokayne, and others, The Complete Peerage, volume III, page 281.
- Cokayne, and others, The Complete Peerage, volume III, page 280.
- Cokayne, and others, The Complete Peerage, volume VIII, page 493.
- Alison Weir, Britain's Royal Family: A Complete Genealogy (London, U.K.: The Bodley Head, 1999), page 256. Hereinafter cited as Britain's Royal Family.
- Cokayne, and others, The Complete Peerage, volume III, page 282.
- The mistresses of Charles II, Brian Masters, Constable London, 1979.
- The royal whore, Allen Andrews, 1971.

## Portraits
De Barbara Villiers, comtesse Castlemaine et duchesse de Cleveland (site National Portrait Gallery à Londres) : http://www.npg.org.uk/live/search/person.asp?search=ss&sText=cleveland&LinkID=mp00915